# Радован Шакотић
Радован Шакотић (1906 — 1945), учесник Народноослободилачке борбе и народни херој Југославије.

## Биографија
Рођен је 15. маја 1906. године у селу Ораховцу, код Требиња. Потицао је из сељачке породице и до почетка Другог светског рата се бавио земљорадњом. Још пре рата је дошао у додир са револуционарном радничким покретом и постао члан илегалне Комунистичке партије Југославије (КПЈ). Као члан КПЈ је политички деловао међу сељацима у своме крају, објашњавајући им шта су идеје за које се боре комунисти.
Одмах после Априлског рата и окупације Краљевине Југославије, 1941. године Радован је почео да рада на прикупљању оружја, које је остало после капитулације Југословенске војске. Када су започели први усташки покољи над српским становништвом у Херцеговини, Радован је радио на организовању сељака у свом и околним селима, ради пружања отпора усташама и италијанским окупаторима. Када су 1. јуна 1941. године усташе извршиле покољ Срба у Требињу, Радован је у свом селу сазвао збор на коме је позвао сељаке да се супротставе усташама. Био је организатор стража око села, а касније и збегова народа. На великом народном збору у Бијелој Гори, где се у збегу налазило становништво из Зупца и Ластве, 12. јуна је био формиран Штаб збега, на чијем се челу налазио Радован.
Августа 1941. године Радован је у своме селу формирао први партизански вод, а затим у септембру и прву партизанску чету, која је водила успешне борбе против усташко-домобранских и италијанских снага. Ова чета је касније била укључена у састав партизанског батаљона „Лука Вукаловић“. У лето 1942. године, Радован се заједно са својим борцима, у саставу Херцеговачког партизанског одреда повукао у западну Босну. Тамо је од ових бораца била формирана Десета херцеговачка ударна бригада, са којом је учествовао у борбама у западној и централној Босни. Због исказаних војничких способности, био је постављен за команданта Трећег мостарског батаљона.
У току Четврте непријатељске офанзиве, заједно са својим батаљоном је учествовао у најтежим борбама - на Прозору, Рами и источној Херцеговини, у току фебруара и марта 1943. године. Потом је у борбама против италијанских и четничких снага на правцу Мостара, у бици на Пориму, са својим батаљоном на јуриш заузео италијанске положаје и запленио веома богат ратни плен - артиљријска оружја, муницију, аутоматске пушке и други ратни материјал.
У току Пете непријатељске офанзиве, најпре је крајем маја 1943. године, учествовао је у десетодневним борбама са надмоћнијим немачким снагама на Пивском Јаворку, а потом је његов батаљон укуљчен у састав Треће ударне дивизије, која је била под командом Саве Ковачевића и имала задатак да штити рањенике из Централне болнице. У веома крвавим борбама на Вучеву, Маглићу, Драгош-седлу и на Кошуру, изгинуло је доста бораца, а Радован се са око 120 бораца из његовог батаљона пробио из обруча преко Волујка, Маглића и Трновачког језера у источну Херцеговину. У току битке на Сутјесци, Радованови борци су исказали велику храброт у борбама, а њих око 80 је погинуло.
Марта 1944. године, Радован је био постављен за команданта Севернохерцеговачког партизанског одреда, а у мају је био пребачен на дужност команданта Другог батаљона у Дванаестој херцеговачкој ударној бригади. Септембра 1944. године је био постављен за команданта Четрнаесте херцеговачке омладинске бригаде, са којом је водио успешне борбе са четницима око Билеће, као и Немцима у гатачком и невесињском пољу. Средином јула, 1944. године у Раковој Нози, је са својом бригадом је учествовао у разбијању јаке немачке јединице. Потом је учествовао у борбама за ослобођење Херцеговине и ослобођење Сарајева, као и у завршним борбама за ослобођење Југославије - у Словеначком приморју и Истри.
Погинуо је 5. маја 1945. године у близини Постојне, свега десет дана пре свог 29 рођендана и завршетка ратних операција у Југославији. Свега пар месеци после погиније, 26. јула Указом Председништва Антифашистичког већа народног ослобођења Југославије (АВНОЈ), а на предлог Врховног команданта Југословенске армије маршала Јосипа Броза Тита, прогашен је за народног хероја.